# Gorgippia

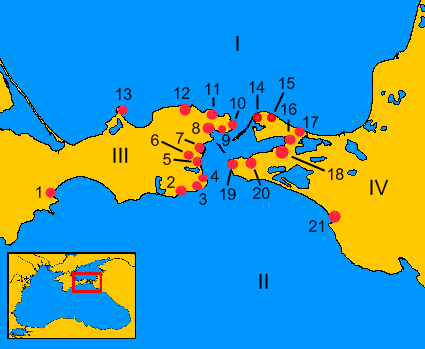
Gorgippia (nr 21) oraz inne miasta i osady południowej części Królestwa Bosporańskiego:
I) Jezioro Meockie (Morze Azowskie)
II) Pontus Euxinus (Morze Czarne)
III) Półwysep Kerczeński (Krym)
IV) Półwysep Tamański
1) Teodozja
2) Kimmerikon
3) Kytaja
4) Akra
5) Nimfajon
6) Iluraton
7) Tyritake
8) Pantikapajon
9) Myrmekjon
10) Partenion
11) Portmion
12) Chersonez Zenonowy
13) Heraklion
14) Achilion
15) Kimmeris
16) Kepoi
17) Tyrambe
18) Fanagoria
19) Korkondama
20) Hermonassa
21) Gorgippia

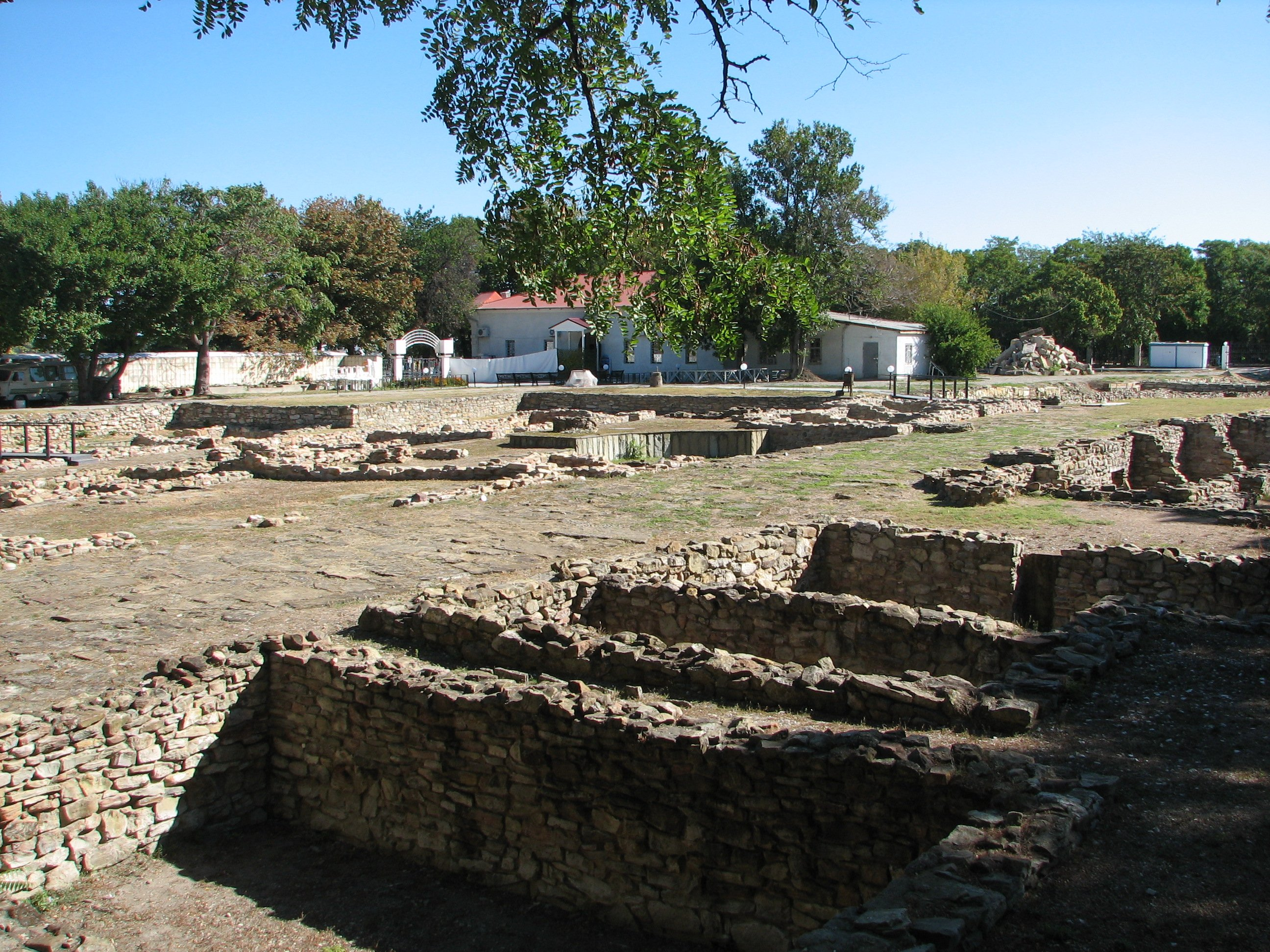
Pozostałości starożytnego miasta Gorgippia

Gorgippia – starożytne miasto bosporańskie nad Morzem Czarnym, którego pozostałości znajdują się obecnie pod współczesną zabudową centralnej części miasta Anapa w Kraju Krasnodarskim w Rosji.

## Nazwa

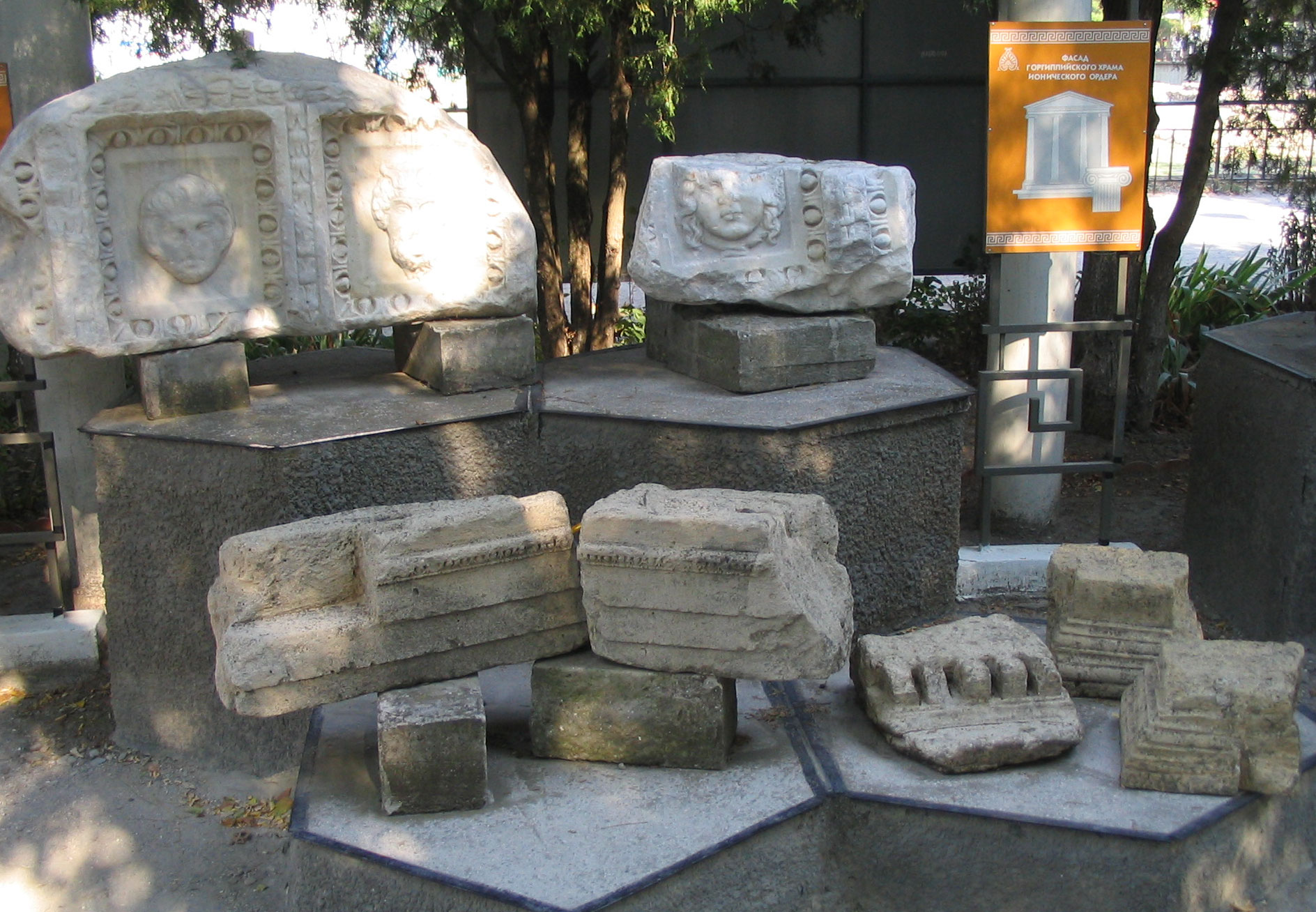
Zachowane detale architektoniczne jońskiej świątyni w Gorgippie

Pierwotna nazwa miasta nie jest znana. Nazwę „Gorgippia” miasto otrzymało na cześć członka królewskiego rodu Spartakidów Gorgippa w drugiej połowie V wieku p.n.e. Nierozstrzygnięty pozostaje problem relacji między Gorgippią a wymienianą przez autorów starożytnych nazwą „Syndyka” (Sindikos – Sindikos Limen) jako stolicą ludu Syndów.

## Historia miasta i jego zabudowy
Materiał archeologiczny datowany jest od VI wieku p.n.e., ale zabudowa typu miejskiego znana jest od IV wieku p.n.e. Rozkwit Gorgippy przypada na okres od IV do II wieku p.n.e., a drugi okres prosperity obejmuje dwa pierwsze wieki n.e.
W okresie największego rozkwitu powierzchnia miasta wynosiła w przybliżeniu 35-38 ha. Część nowej zabudowy miasta wchłonęła wcześniejszą nekropolę z V wieku p.n.e. W IV wieku p.n.e. formuje się plan miasta. Wzniesione w tym okresie kamienne budowle wielokrotnie później przebudowywano, z powtórnym wykorzystaniem tego samego materiału budowlanego: kamieni, bloków, płyt. W okresie hellenistycznym w mieście stworzony zostaje system zaopatrzenia w wodę. Przy wykopaliskach na miejskiej agorze odkryto pozostałości budynków użyteczności publicznej – fragmenty rzeźb i kolumn w stylu doryckim. Odnaleziono resztki głównej ulicy z IV-III wieku p.n.e., biegnącej na linii wschód-zachód od wschodnich bram miasta do jego centrum. Szerokość jej sięgała 8 m, a powierzchnia pokryta była małymi kamieniami, resztkami kamiennych płyt i glinianych naczyń (amfor), rozrzuconymi na glinianym podłożu pokrywającym znajdującą się pod nim skałę. W kierunku morza szła jeszcze jedna ulica o szerokości 4-4,5 m wybudowana później. Obie te ulice przecinały pod kątem prostym inne ulice o szerokości do 5 m, idące od strony morza.
Domy mieszkalne budowane były na kamiennych fundamentach. Posiadały one 1-2 piętra z piwnicami i gdzieniegdzie z wewnętrznymi podwórzami. Domy zawierały 2-4 sąsiadujące ze sobą pokoje różnej wielkości. Najmniejszy zazwyczaj był z brzegu i wykorzystywany był dla potrzeb gospodarskich. Piwnice sięgały głębokości 1,5 m. Niektóre z nich służyły celom mieszkalnym. Część pomieszczeń piwnicznych było wyrąbanych w skalnym gruncie, ściany wyłożone były grubo ociosanym kamieniem i położone na glinianej zaprawie. Podłogi były gliniane. Nierówności zasypywano resztkami budowlanymi, zawierającymi też pokruszone części naczyń. W jednym z domów zachował się fragment podłogi, wyłożonej kamieniami na zaprawie wapiennej. Ściany były budowane z kamienia lub cegły, a dachy pokryte dachówkami miejscowej produkcji.
Liczne znaleziska świadczą o intensywnej produkcji ceramicznej i metalurgicznej. W mieście funkcjonowały zakłady garncarskie i tłocznie wina. Resztki zakładów garncarskich odkryto w północno-wschodniej części miasta.
W I-II wieku n.e. w mieście powstają fortyfikacje, a w 110 namiestnik Gorgippii wznosi świątynię, poświęconą Afrodycie. Odsłonięto również fragmenty świątyni Demeter, wiele protom bogini, naczyń kultowych. Miasto było również wówczas ważnym ośrodkiem sztuki syndyjskiej, szczególnie rzeźby kamiennej – w mieście powstają pomniki (o cechach portretowych) władców bosporańskich i ich namiestników – odnaleziono fragmenty 2 dużych posągów marmurowych, a także marmurowy posąg namiestnika Neoklesa z drugiej połowy II wieku n.e. W drugiej połowie II i w początkach III wieku pojawiają się nowe wielkie budowle w centrum miasta, a główną ulicę wyłożono dużymi kamiennymi płytami o długości do 1 metra. W tym okresie związek właścicieli statków postawił posąg i wybudował z cegły świątynię boga Posejdona.
O kulturalnym rozwoju miasta świadczy odnaleziona marmurowa stela z imionami 226 mężczyzn, którzy odnieśli zwycięstwo w zawodach sportowych na uroczystościach ku czci boga Hermesa.
W bogatej nekropoli położonej na wschód od Gorgippii odkryto wiele dekorowanych grobowców. W jednym z nich, z II-III wieku n.e. przedstawiono m.in. dwanaście prac Herkulesa.
Miasto upadło w latach trzydziestych III wieku p.n.e. na skutek wielkiego pożaru. W IV wieku miasto odżyło, ale nigdy nie osiągnęło dawnego znaczenia. Powierzchnia miasta była już mniejsza, a duża część budynków leżała w ruinach.

## Po upadku
W średniowieczu i okresie tureckim wiele zachowanych budowli było rozebranych w celu pozyskania materiału budowlanego.
Pierwsze wykopaliska w Gorgippie miały miejsce w połowie XIX wieku. W 1949 zostały określone dokładne granice miasta. Systematyczne badania prowadzone są od 1960.